# Stisljivost
Stisljívost (oznaka χ) je v fiziki snovna konstanta, določena pri deformaciji snovi kot razmerje med relativno spremembo prostornine telesa (ΔV/ V) in spremembe tlaka (Δp), ki je povzročil to spremembo.
{\displaystyle {\frac {\Delta V}{V}}=-\chi \Delta p\!\,.}
Večja stisljivost pomeni, da je telo lažje deformirati. Med snovmi imajo največjo stisljivost plini.
Mednarodni sistem enot predpisuje za stisljivost enoto Pa-1.
Recipročna vrednost stisljivosti je stisljivostni modul.

## Stisljivost idealnega plina
Za idealni plin se lahko enostavno izpelje izraza za izotermno in adiabatno stisljivost.

### Izotermna stisljivost
Pri izračunu izotermne stisljivosti se predpostavi, da se sistem stiska dovolj počasi, da sproti odvaja toploto okolici, tako da ostaja temperatura stalna. Za izotermne spremembe se splošna plinska enačba poenostavi v obliko pV = konst.; z odvajanjem tega izraza po prostornini V se po preureditvi dobi:
{\displaystyle {\frac {\mathrm {d} V}{V}}=-{\frac {\mathrm {d} p}{p}}\!\,.}
Odtod se iz podobnosti s splošnim izrazom za stisljivost dobi izraz za izotermno stisljivost:
{\displaystyle \chi _{T}={\frac {1}{p}}\!\,.}

### Adiabatna stisljivost
Pri izračunu adiabatne stisljivosti se predpostavi, da se sistem bodisi stiska tako hitro, da med stiskanjem ne more oddati toplote okolici, bodisi je sistem toplotno izoliran. Za adiabatne spremembe velja enačba adiabate pVκ = konst.; z odvajanjem tega izraza po prostornini V po preureditvi se dobi:
{\displaystyle {\frac {1}{V}}{\frac {\mathrm {d} V}{\mathrm {d} p}}=-{\frac {1}{\kappa p}}\!\,.}
Iz podobnosti s splošnim izrazom za stisljivost se dobi izraz za adiabatno stisljivost:
{\displaystyle \chi _{S}={\frac {1}{\kappa p}}\!\,.}